# Којперов појас
Којперов појас (или Кајперов према енглеском изговору) област је малих тела Сунчевог система у облику диска иза планете Нептун удаљености од 30 АЈ до 50 АЈ од Сунца и садржи велики број малих тела састављених углавном од леда. Извор је многих краткопериодичних комета. Орбите тела унутар Којперовог појаса под сталним су дејством великих планета (Јупитера, Сатурна, Урана и Нептуна), које су имале велики утицај на обликовање појаса. У Којперовом појасу се налазе 4 патуљасте планете, укључујући Плутон, а иза Којперовог појаса простире се Ортов облак.

## Историја

### Хипотезе о постојању Којперовог појаса
Средином 20. века већи број научника је спекулисао о могућем постојању објеката иза планетског региона. Размишљањем о пореклу кратко-периодичних комета ирски аристократа Кенет Еџворт (енгл. Kenneth Edgeworth) је 1943. дошао на замисао да оне потичу из области даље од Плутона – идеја која је данас опште прихваћена. Амерички астроном холандског порекла Џерард Кајпер (енгл. Gerard Kuiper) је 1951. претпоставио постојање појаса мањих објеката иза Плутона, касније спекулишући да би то могла бити и планета. Међутим, још ранија писања Фредерика Леонарда говоре да је он 1930. године приликом открића Плутона правилно спекулисао да би Плутон могао бити само први објекат који је пронађен на удаљености већој од Нептунове.
Претпоставке о постојање појаса објеката далеко од Сунца дошле су из идеја о начину настанка Сунчевог система. Циркумстеларни акрециони дискови су посматрани око великог броја других звезда и то се сматра за основни начин настанка звезда и планета око њих. Планете и мањи објекти настану из гаса и прашине која се налази у диску око протозвезде. Ипак, тај процес није стопроцентно ефикасан. Планете могу да настану само из дела диска где има довољно материјала за њих. Густина материјала у акреционом диску се смањује постепено како се удаљавамо од централне звезде (Сунца у нашем случају). У спољним деловима протосунчевог диска где није било довољно материјала за планете створили су се мањи објекти - астероиди Којперовог појаса.

### Открића
Први директан посматрачки доказ за овакву популацију објеката је откриће 1992 QB1, првог познатог објекта у Којперовом појасу. Пре овог открића теорије о постојању “кометног појаса” иза Нептуна се често сматране за теоретски могуће, али у исто време и спекулативне иако није постојао убедљив разлог зашто би се формирање планетоида зауставило код Плутонове орбите. Овај појас, како је данас познато, садржи велик број малих тела која орбитирају на самој ивици Сунчевог система, иза путање Нептуна. Услед великог растојања од Сунца астероиди у Којперовом појасу имају јако мали привидни сјај (привидна магнитуда m > 19) па се изузетно тешко откривају и детектују. После више систематских претрага, тренутно је познато 2380 објеката у појасу заједно са кентаурима (јул 2010).
Иако се објекти у Којперовом појасу тешко детектују, они су по величини поприлично велики, са пречницима чак и преко 1.000 km. До сада највећи пронађени објекти у овом појасу су (136108) Хаумеа, (136472) Макемаке и (136199) Ерида које имају пречнике од приближно 1.500 km, 1.600 km и 2.400 km респективно. Пречник Плутона износи 2.300 km. Из овог се види да познајемо астероиде Којперовог појаса који имају приближну масу и величину Плутона с тим да је Ерида објекат који је и већи и масивнији од самог Плутона. Такође, највећи астероид у Сунчевом систему више није Церера (975 km) већ су ту титулу преузели астероиди који се налазе иза Нептуна. Вероватно у тим удаљеним деловима Сунчевог система има и већих објеката и од Плутона и од Ериде. Због свега реченог је у прошлој деценији са правом покренута дебата да ли је Плутон планета или је то само највећи астероид у појасу, јер он и по физичким одликама а и карактеристикама орбите изгледа само као објекат у Којперовом појасу, поготово после проналаска Ериде. И заиста, Међународна астрономска унија је на годишњој скупштини 24. августа 2006. године у Прагу донела одлуку да се Плутону одузме статус планете, и од тада је он члан нове класе објеката – патуљастих планета. Поред Плутона још 4 објекта има овај статус: Церера, Хаумеа, Макемаке и Ерида (последња три у низу су чланови Којперовог појаса).

## Структура Којперовог појаса
Данашња структура Којперовог појаса је формирана под интензивним гравитационим утицајем великих планета, првенствено Нептуна. Преко карактеристика орбита астероиди у Којперовом појасу су подељени у четири динамичке групе: (а) класичне, (б) резонантне, (в) расејане објекте и (г) објекте у проширеном расејаном диску. Ипак, границе између ових група објеката нису чврсто дефинисане.

### Резонантни објекти
Најближи Нептуну од свих објеката у појасу су резонантни објекти. Они се налазе у резонанци са Нептуном, тј. однос Нептуновог и њиховог орбиталног периода је цео број. Најбројнија је 3:2 резонанца, која се налази на 39.4 АЈ од Сунца на самој унутрашњој ивици појаса. У овој резонанци се налази и Плутон (због тога се ови објекти називају и Плутини), тј. док Нептун начини три обртаја око Сунца, Плутон и Плутини се обрну два пута. Преко ових објеката ми смо сазнали доста о великим планетама у време најмлађих дана Сунчевог система. Наиме, механизам који је довукао ове објекте у резонантне орбите је радијално померање (миграција) великих планета. Током завршних фаза формирања планета, велике планете су се радијално померале (мењале своју удаљеност од Сунца) услед размене момента импулса са малим објектима чије су путање често скретане приликом блиског проласка поред неке од тих великих планета и на тај начин често избациване из система. Поменута размена импулса за време „чишћења“ диска довела је до удаљавања Сатурна, Урана и Нептуна од Сунца и благог приближавања Сунцу масивног Јупитера. Како се Нептун удаљавао и кретао кроз протопланетарни диск ухватио је Плутона и остале Плутине у 3:2 резонанцу. Објекти су хватани и у друге резонанце, али ипак са мањом ефикасношћу. Нептун се при овом механизму удаљио од Сунца за чак око 10 АЈ.

### Класични објекти
Класични објекти су тренутно најбројнији у Којперовом појасу и налазе се на а = 35 – 48 АЈ од Сунца тако да нису под тако снажним утицајем Нептуна као резонантни објекти. У том делу Којперовог појаса разликујемо две врсте астероида који се разликују и по карактеристикама орбита и по боји.

Један део објеката има веће инклинације (и до 30°) и ексцентрицитете и црвенији су од другог дела класичних објеката и то је динамички врућа популација. Објекти са малим инклинацијама (i < 4°) и ексцентрицитетима припадају динамички хладној популацији. Неразјашњено је питање која су то два различита механизма чијим деловањем су ова небеска тела доспела до различитих положаја и физичких карактеристика у класичном појасу, иако се зна да је миграција Нептуна имала одређени утицај на повећање динамичке вруће популације.

Енигматична карактеристика овог дела појаса је и појава изненадне и оштре горње границе класичног појаса на 48 АЈ.

Непознато је зашто тако нагло иза те удаљености нема више класичних објеката. Тачна локација би могла бити резултат дуготрајног деловања Нептуна, али само порекло ивице је непознато. А још једна загонетка коју нам даје класични појас је чињеница да он садржи укупно око 10% масе Земље
, а познато је да је неопходно бар 100 пута више масе да би гравитационим привлачењем настали објекти са пречницима од преко 1000 километара.
 Нису познати сви механизми којима је толико велика маса могла да се избаци из појаса после формирања тих великих астероида.

### Расејани објекти
Насупрот њима, расејани објекти се налазе на већим удаљеностима, јер су им велике полуосе веће од 48 АЈ, али имају веома ексцентричне путање тако да се веома приближе Нептуну кад су најближе Сунцу. Одавде се закључује да су то у ствари објекти које је Нептун избацио на ове удаљене орбите. До сада није откривен процентуално велик број расејаних објеката првенствено због њихове огромне удаљености од Сунца и чињенице да постану довољно сјајни за откривање само током малог дела путање када се налазе најближе Сунцу, али се претпоставља да су ови објекти веома бројни. Они су највероватније и највећи извор краткопериодичних комета јер пошто имају перихел врло близу Нептунове путање, он може лако да им промени путању ка унутрашњости Сунчевог система (види “Комете и Кентаури”) где ће почети кометска активност како расте површинска температура на овим небеским телима.

### Расејани проширени диск
Најудаљенији објекти у Сунчевом систему које тренутно познајемо су објекти у проширеном расејаном диску. Имају јако издужене орбите и веома удаљене велике полуосе. Ови објекти су врло загонетни. Кад се налазе најближе Сунцу, у перихелу, они су толико удаљени од планета да на њих Нептун готово нема никакав утицај. Па је зато непознато како су они поспели на такве орбите. Њихов велики ексцентрицитет указује да им је путања формирана под гравитационим утицајем неког тела, али није јасно који им је објекат променио путању и удаљио их из појаса с обзиром на то да нису под утицајем великих планета. Поред тога они су на огромним удаљеностима од нас, тако да их можемо видети само кад су у близини перихела. Због тога су нам до сада познати само десетак оваквих тела, иако их на удаљеностима на више од 6 милијарди километара има велик број; неке процене иду дотле да их има више него објеката у класичном и расејаном делу појаса.

Најинтересантнији су 2000 CR105 са великом полуосом а = 230 АЈ и већ помињана Седна, којој треба да једном обиђе око Сунца чак 12260 година, док јој је просечно растојање од Сунца чак а = 531 АЈ. Седна, кад је најудаљенија од Сунца (990 АЈ), већ се налази у унутрашњем делу Ортовог облака. А кад је најближа Сунцу, налази се на удаљености од 74 АЈ, веома далеко од Нептуна који је на 30 АЈ.

## Повезаност са другим телима Сунчевог система

### Плутон-Харон и Тритон
Веза двојног система Плутон-Харон са Којперовим појасом је већ спомињана. По физичким карактеристикама та два објекта су само два огромна астероида у Којперовом појасу. А по својим физичким карактеристикама и сличности са Плутоном и Нептунов сателит Тритон би се могао повезати са објектима Којперовог појаса. Према таквој слици Плутон и Тритон су се формирали иза Нептунове орбите и постали највећи објекти у том делу појаса. Овакав приступ једино одмах не решава како је Тритон ухваћен у орбиту Нептуна као његов сателит. Постоје неке хипотезе које предлажу рецимо судар са првобитним Нептуновим сателитом. Ипак, тек боље разумевање популације и динамике Којперовог појаса ће указати на динамичку историју Тритона.

### Комете и Кентаури
Јупитерова фамилија комета (комете чији афели пресецају или се приближавају Јупитеровој орбити тако да он на њих снажно утиче) су најмањи објекти у спољном Сунчевом систему и верује се да потичу из Којперовог појаса. Језгра тих комета имају ограничено време и на њима материјал активно сублимира ~104 година, а орбите су им динамички стабилне у периоду ~105 година (на дужем временском опсегу су нестабилне услед избацивања или удара са планетама или Сунцем).
Да би се одржавала стабилна популација комета на великим временским скалама потребно је да постоји и стабилан извор који попуњава ту популацију. Пре се мислило да комете Јупитерове фамилије потичу од дугопериодичних комета (комете из Ортовог облака) гравитационим заробљавањем од стране великих планета кад комете уђу у планетарни део Сунчевог система, али детаљни прорачуни говоре да је тај пут настанка комета Јупитерове фамилије неефикасан. Највероватније да су те комете некадашњи објекти у Којперовом појасу који су привучени ка унутрашњости Сунчевог система утицајем планета. Нестабилност Којперовог појаса, која изазива померање објеката са орбита које су иза Нептуна на орбите ближе Сунцу, може бити или динамички хаос или судари. Кад неки објекат пресеца Нептунову путању, за прелаз у унутрашњи планетарни регион му је потребно од 107 до 108 година.
Ако комете Јупитерове фамилије потичу из Којперовог појаса и на крају имају орбите не много веће од Јупитерове, очекивало би се да можемо видети објекте у транзицији, тј. објекте који се тренутно померају од Којперовог појаса ка унутрашњости. Ови објекти су вероватно познати и припадају класи Кентаура. Тренутно је познато око 30 Кентаура и неки од њих показују кометску активност. Најбоље проучени Кентаур 2060 Хирон има леда на површини и показује сталну кому већ око петнаест година. Други (рецимо 5145 Фолус) немају кому што дозвољава да се језгро директно проучава. Као и објекти у Којперовом појасу и Кентаури показују велику разноликост у бојама.